# Fauquier-Strickland
Fauquier-Strickland to gmina (ang. township) w Kanadzie, w prowincji Ontario, w dystrykcie Cochrane.
Powierzchnia Fauquier-Strickland to 1013,55 km². Według danych spisu powszechnego z roku 2001 Fauquier-Strickland liczy 678 mieszkańców (0,67 os./km²).